# Rocha neutra
As rochas neutras são aquelas cujo teor de silício varia entre 52 a 65 por cento.